# Kolding Sydbaner
Kolding Sydbaner (KS) var et privatbaneselskab, som 1911-48 betjente Koldings sydlige opland med baner til Hejlsminde og Vamdrup. Hver for sig blev disse baner også kaldt Hejlsmindebanen og Vamdrupbanen.

## Forhistorien
I 1880 begyndte man at diskutere planer om lokalbaner i området syd for Kolding, som efter krigen i 1864 var blevet et yderområde i kongeriget. I 1892 kom det første forslag, men der gik yderligere 7 år inden planerne blev konkretiseret. Der blev nedsat et udvalg, som fik statsbanerne til at udarbejde et projekt, der var færdigt i september 1901. Det var meningen, at der skulle anlægges smalsporede baner, som kunne knyttes til de ligeledes smalsporede kredsbaner i det dengang tyske Sønderjylland. Udvalget nåede frem til at foreslå tre strækninger:
- Kolding-Hejls
- Kolding-Taps-Ødis
- Taps-landegrænsen

Sidstnævnte strækning på ca. 4 km til grænsen ved Frederikshøj Kro skulle så forbindes med Haderslev Amts Jernbaners linje fra Haderslev til Christiansfeld. Kommissionen, der skulle behandle de mange forslag til nye jernbaner i hele landet, troede ikke på linjen til Ødis, men var interesseret i forbindelsen Kolding-Haderslev via Taps. Kolding by var derimod ikke begejstret for pludselig at skulle konkurrere med Haderslev om oplandet.
Strækningen til landegrænsen bortfaldt, Vamdrup arbejdede på at få banen dertil, og borgerne i Hejlsminde ønskede Hejls-linjen forlænget til den driftige havn der. Så den store jernbanelov fra 1908 kom til at indeholde de tre smalsporede strækninger:
- Kolding-Hejlsminde
- Kolding-Taps
- Vamdrup-Taps

På baggrund af erfaringerne med Kolding-Egtved Jernbane frarådede dennes driftsbestyrer P.V.P. Berg at gøre Kolding Sydbaner smalsporede, så ved en ny lov af 26. marts 1909 blev de ændret til normal sporvidde.
Baneselskabet fik koncession på banerne 15. juni 1909, og de blev åbnet 29. november 1911. Anlægsarbejdet blev gennemført stort set på den aftalte tid. Hejlsmindelinjen gik gennem det mest kuperede terræn, bl.a. forbi Skamlingsbanken, mens Vamdruplinjen kun havde en kraftig stigning fra Kolding op til Vonsild, men derefter gik i nogenlunde fladt terræn.
I Kolding blev der anlagt et spor via havnen, hvor man kunne udveksle godsvogne med DSB, men DSB's stationsforstander mente, at det ville give for store gener at lade persontog køre den vej. Først i 1922 blev der etableret et forbindelsesspor, så sydbanernes persontog kunne køre videre til statsbanestationen.

## Strækningsdata
- Kolding Syd-Hejlsminde (27,2 km), åbnet 29. november 1911
- Kolding Syd-Vamdrup Øst (29,8 km), åbnet 29. november 1911
- Kolding DSB-Kolding Syd (0,6 km), åbnet 1. april 1922 for godstrafik, 8. juni 1922 for persontrafik
- Samlet længde: 57,6 km
- Enkeltsporet
- Sporvidde: normalsporet (1.435 mm)
- Skinnevægt: 22,45 kg/m
- Akseltryk: 11 t
- Maks. stigning: 14 ‰
- Mindste kurveradius: 300 m
- Maks. hastighed: 45 km/t, senere 50 km/t
- Nedlagt: 30. september 1948

## Standsningssteder
Alle km er fra Kolding DSB. Alle trinbrætter undtagen Tved Byvej havde venteskure.

### Forbindelsessporet
- Kolding DSB i km 0,0 – forbindelse med Fredericia-Vamdrup banen, Kolding-Egtved Jernbane og Troldhede-Kolding-Vejen Jernbane.
- Kolding Sydbanegård eller Kolding Syd i km 0,6 med hovedkontor, værksted, remise og drejeskive. Ny station øst for Kongebrogade 1. oktober 1932.

### Kolding Syd-Hejlsminde
- Tved Byvej, uofficiel holdeplads uden venteskur fra engang i 1930'erne til besættelsen i 1940.
- Tved trinbræt i km 3,5 med 45 m læssespor.
- Strårup trinbræt i km 4,9 med 60 m læssespor.
- Skartved trinbræt i km 6,1 med læssespor.
- Bjert station i km 7,8 med 90 m læsse- og vigespor samt dyrefold.
- Aalry trinbræt i km 9,6 med læssespor.
- Varmark station i km 10,9 med 120 m læsse- og vigespor samt fra 1920'erne et 40 m stikspor med en 12 tons galgekran til læsning af trækævler. Lå i Sønder Stenderup, men blev opkaldt efter den nærliggende Varmarkgård for at undgå forveksling med Stenderup på Horsens-Juelsminde Jernbane. Postvæsenet brugte stadig navnet Varmark længe efter nedlæggelsen af banen.
- Varmark Skov, uofficielt trinbræt med 60 m læssespor og lille læskur på privat initiativ fra engang i 1930'erne til besættelsen.
- Bjert Strand trinbræt i km 14,0 med 60 m læssespor.
- Dalager station i km 16,0 med 120 m læsse- og vigespor samt dyrefold med vejehus og siderampe. Lå i landsbyen Binderup, men blev opkaldt efter den nærliggende Dalagergård for at undgå forveksling med Binderup på Aalborg-Hvalpsund Jernbane.
- Skamlingsbanke holdeplads i km 17,7 med 122 m sidespor, pavillon og en meget lang bænk. Om sommeren billetsalg og ekspedition af cykler og rejsegods.
- Grønninghoved trinbræt i km 19,0 med 40 m læssespor.
- Sjølund station i km 20,5 med 120 m læsse- og vigespor samt dyrefold med vejehus og siderampe, senere også et kort stikspor. Lå i landsbyen Vejstrup, men blev opkaldt efter Sjølund Mølle for at undgå forveksling med Vejstrup på Svendborg-Nyborg Banen. I modsætning til Varmark og Dalager blev stationsnavnet her hængende som bynavn.
- Vejstruprød trinbræt i km 21,8 fra 1914 med 60 m læssespor.
- Kær Mølle trinbræt i km 23,3 med 40 m læssespor, forlænget med 50 m blindt stikspor.
- Hejls station i km 25,1 med 100 m vigespor og dyrefold med vejehus.
- Hejlsminde station i km 27,8 med 100 m omløbsspor, 80 m læssespor, dyrefold med siderampe, remise, kulgård og drejeskive samt lokale til Toldvæsenet. En overgang kørte togene helt frem til havnepladsen. Efter genforeningen blev omløbssporet forlænget hen over slusen på en kombineret vej- og jernbanebro og ca. 20 m ind i Sønderjylland som forberedelse til at føre banen videre til Haderslev, hvilket dog ikke blev til noget.

### Kolding Syd-Vamdrup Øst
- Vonsild station i km 6,4 med 90 m læsse- og vigespor samt dyrefold med vejehus og siderampe.
- Hoppeshuse station i km 9,9 med 90 m læssespor og dyrefold med siderampe.
- Fovslet station i km 12 med 120 m læsse- og vigespor samt dyrefold med vægt og siderampe.
- Taps station i km 15,4 med 100 m krydsningsspor samt decideret læssespor ved dyrefold med vægt og siderampe. Desuden lokale til Toldvæsenet.
- Tapsøre – tidligere Tapsore – trinbræt i km 17,1 med 40 m læssespor.
- Brænore trinbræt i km 19,3 med 60 m læssespor.
- Ødis station i km 22,2 med 100 m læsse- og vigespor samt dyrefold med vejehus og siderampe.
- Ødis-Bramdrup station i km 24,7 med 100 m læsse- og vigespor samt dyrefold med vejehus og siderampe. Desuden en tilbygning, primært til brug for Toldvæsenet, idet der var grænseovergang ved Højrup godt 2 km mod sydvest.
- Gåskær trinbræt i km 26,4.
- Øster Vamdrup trinbræt i km 29,4.
- Vamdrup Østbanegård eller Vamdrup Øst i km 30,4 med 4 spor, dyrefold, vejehus og siderampe. Dertil kom remise, drejeskive, forbindelsesspor til DSB-stationen og lokale til Toldvæsenet.

### Bevarede stationsbygninger
Stationsbygningerne blev tegnet af arkitekt Robert V. Schmidt fra Kolding. De er bevaret undtagen Kolding Sydbanegård, der blev revet ned i 1968, og Vamdrup Østbanegård, der blev revet ned i 1978. Af de 3 remiser er kun Hejlsminde bevaret.
- Bjert: Bjert Stationsvej 7
- Varmark: Varmarkvej 4, Sønder Stenderup
- Dalager: Skamlingvejen 118, Binderup
- Sjølund: Silovej 7
- Hejls: Hejls Stationsvej 3
- Hejlsminde: Banedæmningen 3
- Hejlsminde Remise: Banedæmningen 19
- Vonsild: Vonsild Stationsvej 19
- Hoppeshuse: Ødisvej 30
- Fovslet: Christiansholmsvej 9
- Taps: Taps Stationsvej 13
- Ødis: Stationsvej 15
- Ødis-Bramdrup: Drenderupvej 14

## Drift
Fra åbningen til 1928 var ingeniør P.H. Tarp driftsbestyrer. 
Kolding Sydbaner snoede sig igennem landskabet og havde mange standsningssteder. Der var mange lokale interesser, der skulle plejes, og resultatet blev, at banerne aldrig rigtig blev en succes. Ganske vist gav Kolding Sydbaner overskud i de første år, men efter 1. verdenskrigs afslutning lykkedes det kun at få overskud i ét driftsår – 1944-45 – og det var på beskedne 640 kr. 
Sukkerroer til saftstationen i Kolding og levende dyr til slagteriet var vigtige faktorer i godstransporten. Godsmængden kulminerede under 1. verdenskrig, men faldt så til et niveau på omkring 1/3 i de sidste år før 2. verdenskrig. I Kolding Sydbaners første år var der omkring 250.000 passagerer om året. I slutningen af 1930'erne var det faldet til ca. 110.000. Under krigen steg godsmængden igen til niveauet under 1. verdenskrig, men allerede få år efter krigen var det faldet til halvdelen. 
Ved slutningen af 2. Verdenskrig var der 238.000 tyske flygtninge i Danmark, heraf 3.000 i Kolding by, fordelt på to lejre, der lå ved siden af hhv. Vamdrupbanens og Hejlsmindebanens spor gennem byen. Måske var det derfor, lejrene i Kolding blev valgt som gennemgangslejre for alle tyske flygtninge, da de skulle sendes hjem i løbet af de næste 4 år. Flygtningene blev kørt med Kolding Sydbaners tog mellem lejrene og Kolding Statsbanestation via Kolding Sydbanegård, og det blev i alt til ca. 800 persontog og 250 godstog med bagage.

## Materiel
Ved starten i 1911 blev der anskaffet 5 damplokomotiver fra Henschel-fabrikken i Tyskland. Et enkelt blev afhændet midt i 1920'erne, mens resten var i drift indtil banen lukkede. 
Ved starten blev der købt 7 personvogne og i de følgende år yderligere 4. De fleste havde plads til 56 passagerer på 3. klasse, men der var også nogle vogne, hvor en del var 2. klasse, og så var der kun plads til 40. En af passagervognene blev ombygget til en motorvogn i 1930. 
Kolding Sydbaner anskaffede sig i alt 74 åbne og lukkede godsvogne – alle i de første år af banens levetid. Der blev ikke købt en eneste efter 1917. 
Motorvogne var langt billigere i drift end damplokomotiver. Allerede i 1924 anskaffede man den første motorvogn fra AEG, og i 1930 fulgte en Triangel. Der var plads til ca. 65 passagerer i hver. I 1934 anskaffede KS desuden et nyt Scania lokomotiv, som kunne præstere ikke mindre end 300 hk. I 1930'erne foregik langt den overvejende del af trafikken med motorvogne. Under 2. verdenskrig blev der mangel på olie, og så måtte de gamle damplokomotiver klare opgaven. 

## Afslutningen
Den 29. marts 1940 blev det – trods modstand fra sukkerroeavlerne – besluttet at nedlægge banen. Et par uger efter blev Danmark besat af Tyskland, og det blev besluttet at se tiden an. Da vejtransporten blev voldsomt indskrænket pga. benzinmangel, steg transporten af gods og passagerer kraftigt i de følgende år, men økonomien haltede fortsat. Ved krigens slutning var materiel og anlæg meget nedslidt på grund af det store pres under krigen. Da landevejstrafikken efter besættelsen kom i gang igen, var der ikke noget økonomisk eller praktisk grundlag for at videreføre Kolding Sydbaner. 
Persontransporten stoppede med udgangen af september 1948, og da roekampagnen var overstået den 15. december samme år, var det slut med godstrafikken. Hjemsendte tyske flygtninge blev de allersidste passagerer, der nåede at køre på Kolding Sydbaner frem til 15. februar 1949. Materiellet blev i de fleste tilfælde solgt videre til andre privatbaner, og resten blev skrottet. Sporet blev taget op på Vamdrup-linjen juni-september og på Hejlsminde-linjen september-november 1949. Kolding Sydbanegård blev først rømmet 7. juli 1951 fordi der i lang tid stadig stod materiel. Likvidationen sluttede 10. oktober 1952.

## Strækninger hvor banetracéet er bevaret
5½ km af banens tracé er bevaret. Det længste stykke er "Natursti Hejlsminde" på 2 km mellem Hejls og Hejlsminde.
- Jernbanebro over Binderup Mølleå og en kort sti til Bjert Station
- For enden af vejen Sydbanen i Sjølund, der er anlagt på banetracéet
- Mellem Børnehuset og Muldtofte i Hejls
- Natursti Hejlsminde starter i sydenden af Hejls Stationsvej
- Natursti Hejlsminde langs Hejls Nor til Hejlsminde
- Syd for Tvedvej i Kolding til Brunsbjerg
- Syd for Agtrupvej i Kolding til Brændkjærgade
- Vest for Vadsbrovvej mellem Taps og Ødis
- Langs den genoprettede Ødis Sø vest for Ødis
- Bro over Kongeåen ved Gåskær trinbræt